# Jewgienij Winokurow
Jewgienij Michajłowicz Winokurow (ros. Евгений Михайлович Винокуров, ur. 22 października 1925 w Briańsku, zm. 23 stycznia 1993 w Moskwie) – rosyjski poeta.

## Życiorys
Urodził się w rodzinie żołnierza. Skończył 10 klas, po czym został powołany do armii, w 1943 był elewem szkoły artylerii, później brał udział w walkach na froncie wojny z Niemcami. Walczył na 4 Froncie Ukraińskim i w Karpatach, a w końcu na Śląsku, po czym został zdemobilizowany. W 1948 zaczął publikować swoje wiersze i wstąpił na Instytut Literacki im. Gorkiego, który ukończył w 1951. Początkowo pisał wiersze o tematyce żołnierskiej, później zajął się tworzeniem filozoficzno-refleksyjnej poezji lirycznej nawiązującej do tradycji poetyckiej Tiutczewa i Feta. Pisał też prace krytyczne o poezji i sztuce. W 1956 opublikował zbiór wierszy Wojennaja lirika, w 1958 Priznanja, w 1960 Lico czełowieczeskoje, w 1962 Słowa, w 1964 Muzyka, w 1966 Ritm, w 1968 Zrieliszcza, w 1972 Metafory, w 1975 Sierieżka z Małoj Bronnoj, a w 1976 Prostranstwo. Polski wybór jego wierszy ukazał się w zbiorze Światło i inne wiersze (1964), a także w Antologii nowoczesnej poezji rosyjskiej (1971), Antologii poezji radzieckiej (1979) i antologii Okno otwarte na sad (1988). W 1987 został laureatem Nagrody Państwowej ZSRR, był też odznaczony Orderem Czerwonego Sztandaru Pracy. Pochowany na Cmentarzu Nowodziewiczym w Moskwie.